# Alpine (San Diego County, Kalifornien)
|  | Dieser Artikel wurde aufgrund von inhaltlichen Mängeln auf der Qualitätssicherungsseite des Projektes USA eingetragen. Hilf mit, die Qualität dieses Artikels auf ein akzeptables Niveau zu bringen, und beteilige dich an der Diskussion! Eine nähere Beschreibung der zu behebenden Mängel fehlt. |

Alpine ist ein census-designated place (CDP) im San Diego County im US-Bundesstaat Kalifornien. Gemäß dem Zensus von 2020 hat die Stadt 14.696 Einwohner.

## Geographie
Alpine liegt auf den geographischen Koordinaten 32,84° Nord, 116,76° West. Das Stadtgebiet umfasst ca. 69,4 km² und besteht nahezu ausschließlich aus Landfläche.